# 朱长文
朱长文（1039年—1098年），字伯原，号潜溪隐夫，苏州吴人（今属江苏）。北宋書法家。
朱长文为朱公绰长子，宋仁宗康定二年（1039年）出生，嘉祐四年（1059年）登刘煇榜乙科進士。嘉祐五年（1060年），以进士第授其秘书省校书郎、守许州司户参军。因墮馬傷足不仕，隱居蘇州城西，家居凡三十年。元祐中，蘇軾以《薦朱長文劄子》薦為本州教授，元祐八年
（1093年），被召為太學博士，除秘書省正字、樞密院編修官。後以疾解任，退居家中，晚年居住雍熙寺之西。書法倣顏真卿。與徐積齊名。哲宗元符元年（1098年）以疾卒，享年六十。有作品《墨池編》六卷、《琴史》六卷、《吳郡圖經續記》等。有四子，长子朱耜，次子朱耕，三子朱耦，四子朱耨。